# بازی بقا

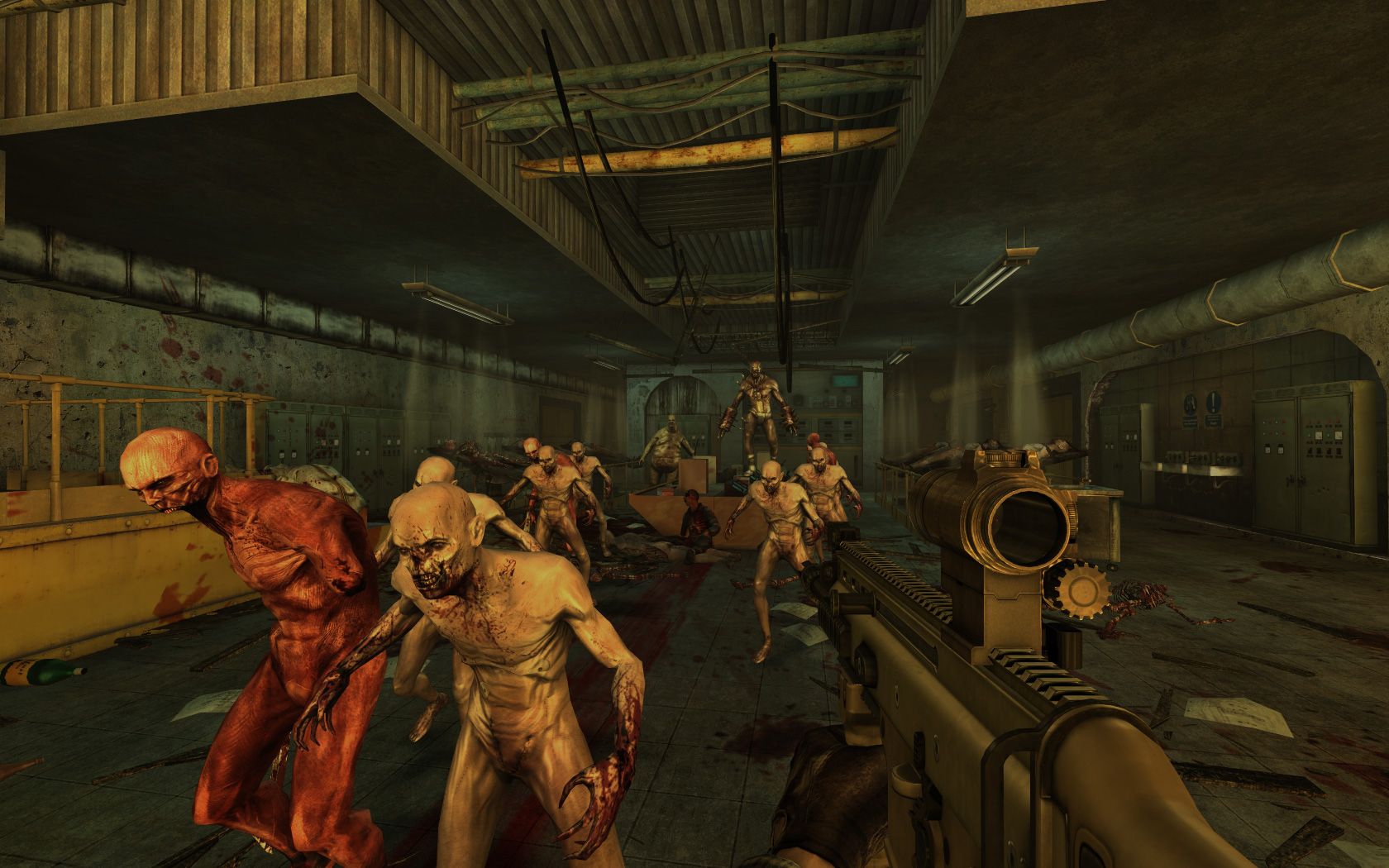
بازی بقا

بازی بقا (انگلیسی: Survival game) زیر مجموعه‌ای از بازی بازی اکشن محسوب می‌شود که معمولاً در محیط‌های جهان باز، سخت و پر دشمن صورت می‌گیرد. در این گونه بازی‌ها معمولاً بازیکن دارای حداقل مهمات جنگی است و جهت بدست آوردن ابزار نیازمند به ساختن ابزار می‌باشد. همچنین در این بازی‌ها پناه‌گاه متعدی وجود دارد و بازیکن قادر به جمع آوری انواع منابع جنگی می‌باشد. بیشتر بازی‌ها در سبک بقا به صورت تصادفی از جهان‌های پایدار ساخته می‌شوند و اخیراً اغلب بازیکن قادر به بازی به صورت آنلاین می‌باشد. بازی‌های سبک بقا معمولاً دارای پایان بازی بوده و هدف مشخصی جز زنده ماندن برای آن در نظر گرفته نشده است. همچنین سبک بقا ارتباط زیادی با سبک ترسناک دارد. مانند زنده ماندن در محیط‌های فراطبیعی یا آخرالزمان زامبی‌ها.

## مثال های معروف
ماینکرفت
راست
جنگل
آسمان هیچکس